# Abdullah ibn Salam
Abdullah ibn Salam (arabe : عَبْدالله إِبْن سَلَام) était un compagnon du prophète de l'islam Mahomet et était un rabbin très connu avant sa conversion à l'islam. Son nom exact est Abdullah ibn Salam ibn al-Harith mais son vrai nom avant sa conversion à l'islam était Al-Husayn ibn Salam et il appartenait à la tribu des Banu Qaynuqa. 
Il était très respecté et honoré par le peuple de la ville, même par ceux qui n'étaient pas juifs. Avant de se convertir, il passait chaque jour un temps pour l'adoration, un temps pour l'enseignement à la synagogue et un temps pour l'apprentissage et la méditation de la Tawrat (Torah). La tradition rapporte à son propos[réf. nécessaire] qu'il aurait vu dans certains versets de la Torah l'annonce de la venue d'un prophète qui complèterait le message des prophètes venus avant lui. Il est crédité d'un vaste corpus de traditions judaïques (Isra'iliyat) dont beaucoup se trouvent dans les commentaires du Coran de Tabari (839-923).
Un récit raconte l'histoire où Mahomet interroge les Juifs de Médine à propos de Ibn Salam. Lorsqu'il se rendirent compte qu'il était devenu musulman, ils le renièrent. Sa`d ibn Abi Waqqas ajoute à cette histoire que le verset 10 de la sourate Al-Ahqaf fait référence à cette réaction : « Dis : “Que direz-vous si [cette révélation s’avère] venir d’Allah et vous n’y croyez pas, qu’un témoin parmi les fils d’Israël en atteste la conformité [au Pentateuque] et y croit pendant que vous, vous le repoussez avec orgueil...? En vérité Allah ne guide pas les gens injustes ! »
Connaissant la Torah, Abdullah ibn Salam renseigna Abdullah ibn Abbas lorsque celui-ci l'interrogea sur le prophète Uzayr dont parle le Coran au verset 30 de la sourate 9 (At-Tawbah, « Le Repentir » ) et lui dit qu'il s'agissait d'Esdras. 
Selon Ibn Salam, Allah l'aurait fait mourir 100 ans, puis l'aurait ressuscité. Il lui raconta aussi comment il récrivit pour eux la Torah qu'il connaissait par cœur. Les Israélites dirent : « Moussa (Moïse) ne put nous apporter la Tawrat que dans un livre, mais Uzayr nous l’apporta sans livre », et ainsi quelques Israélites prétendirent qu’il était le fils d’Allah.
Abdullah participa aux conquêtes de Syrie et de Palestine et mourut à Médine en 663. Il eut deux fils Mohammed et Yûsûf.